# Вечины
Вечи́ны (рум. vecini, вечинь; от рум. vecin, лат. vicinus — сосед) — основная категория феодально-зависимых крестьян в Молдавии в средневековье.
Первое упоминание вечин в молдавских документах относится к 1519 году. Они одновременно отрабатывали барщину, платили  оброк владельцу земли, и несли государственные повинности. Вечины могли продаваться и покупаться только вместе с землёй. Вечины были полностью закрепощены в середине XVII века. 
К 1740-м категория вечинов была переведена в царан, о чём свидетельствует постановление молдавского господаря Константина Маврокордата. Тогда же было определено то, что царане были обязаны работать на барщине 24 дня в году и платить землевладельцу «дежму», или десятину от всех земных плодов.
В Трансильвании сходная категория крестьян называлась йобаги (рум. iobág), что происходит от венг. jobbágy, или же просто румыны, поскольку после венгерского вторжения в Трансильванию экономико-социальные роли феодальной формации чётко разделились по этноязыковому признаку: католические венгры и мадьяризованные валахи составили класс помещиков и горожан, а православное романоязычное население было законодательно низведено до положения зависимого крестьянства. Именно из-за этих негативных коннотаций в независимой Румынии написание румын было заменено на ромын, а сама Румыния стала Ромынией.